# Schrottenberg

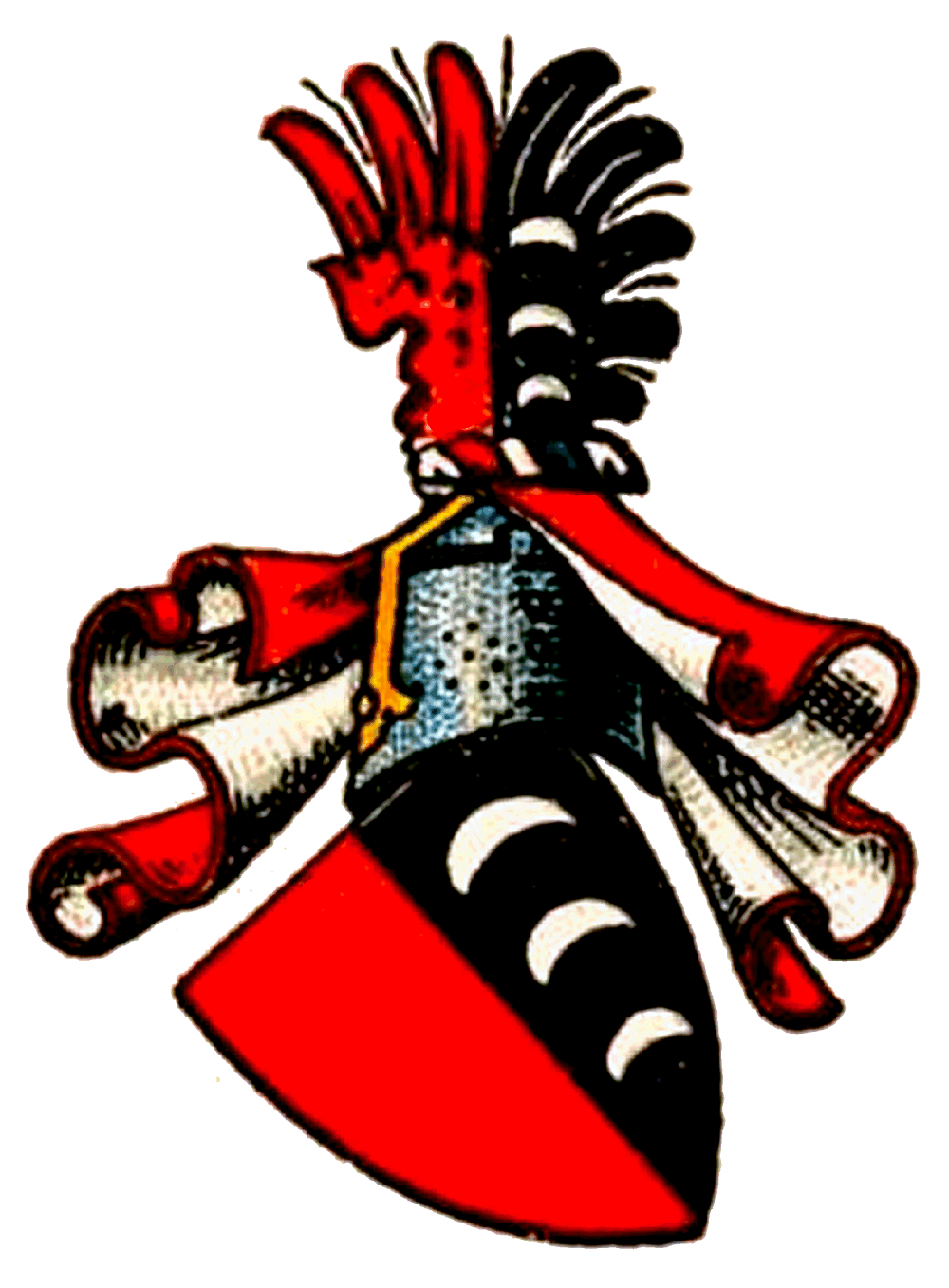
Stammwappen derer von Schrottenberg

Schrottenberg (ursprünglich Schrattenberger oder auch Schrättenberger) ist der Name eines aus Tirol stammenden fränkischen Adelsgeschlechts, das 1709 in den Freiherrenstand aufgenommen wurde.

## Geschichte
1415 erhielt Ulrich der Schrattenberger von Herzog Ernst zu Bozen einen Tiroler Schutz- und Schirmbrief. 1559 wurden die Schrattenberger in die Tiroler Adelsmatrikel aufgenommen. Eine kaiserliche Adelsanerkennung, mit dem Recht, einen eigenen Harnisch zu tragen, erhielten 1561 der promovierte Jurist Johann Paul Schrättenberger und die Söhne seines Bruders Hieronymus, seine Neffen Anton (promovierter Jurist), Askan (promovierter Arzt) und Virgil Schrättenberger.
Ende des 17. Jahrhunderts erwarb Wolf Philipp von Schrottenberg, dessen 1640 verstorbener Vater Christoph Carl 1604 zu Salurn in Südtirol geboren wurde und als Obristwachtmeister in kaiserlichen Militärdiensten gestanden hatte,  große Teile der Gemeindeflur von Reichmannsdorf (Schlüsselfeld), wo die Nachfahren heute noch das 1714 von Wolf Philipp erbaute Schloss besitzen. 1709 erteilte der Kaiser dem kurmainzischen Geheimen Rat und fürstbischöflich bambergischen Hofkriegsrat und Oberhofmarschall Wolf Philipp von Schrottenberg auf Reichmannsdorf den Reichsfreiherrenstand.
Sein Sohn war der in fürstbambergischen Diensten stehende Otto Philipp von Schrottenberg (1681–1738), Generalmajor, Kommandant und  Ober-Schultheiß der Stadt und Festung Forchheim.
Franz Conrad von Schrottenberg auf Reichmannsdorf war fürstbischöflich bambergischer Geheimer Rat, Hofmarschall und Oberamtmann zu Burgebrach und Schönbrunn. 1813 wurde er im Königreich Bayern bei der Freiherrnklasse immatrikuliert.
Bis zur Märzrevolution 1848 war der Besitz der Familie in Reichmannsdorf ein Patrimonialgericht I. Klasse. Es bestand aus Reichmannsdorf, Treppendorf, Eckersbach, Bernrod, Untermelsendorf und Obermelsendorf. 1848 ging das Gericht auf das Landgericht Burgebrach über.
Die in Tirol verbliebene Linie erlosch 1820 mit Virgil zu Trient. Der fränkische Zweig zu Voccawind erlosch 1933 im Mannesstamm. Der letzte Agnat der fränkischen Hauptlinie Reichmannsdorf, Ferdinand von Schrottenberg auf Reichmannsdorf, geboren 1908, verscholl 1941 in  Russland. Seine Schwester Elisabeth Freiin von Schrottenberg (1906–1987), Erbin von Reichmannsdorf, war seit 1941 mit dem Oberst i. G. Alfred Sachenbacher verheiratet. Jener erhielt durch das Bayerische Staatsministerium des Innern 1956 eine Änderung des Namens zu Sachenbacher-von Schrottenberg. Die Regierung von Oberfranken erteilte den Söhnen 1968 eine Änderung zur Namensform von Schrottenberg, wozu der Deutsche Adelsrechtsausschuss 1981 den Brüdern, dem Land- und Forstwirt Franz von Schrottenberg (* 1942), auf Reichmannsdorf, und Hubertus von Schrottenberg (* 1948) eine adelsrechtliche Nichtbeanstandung aussprach.

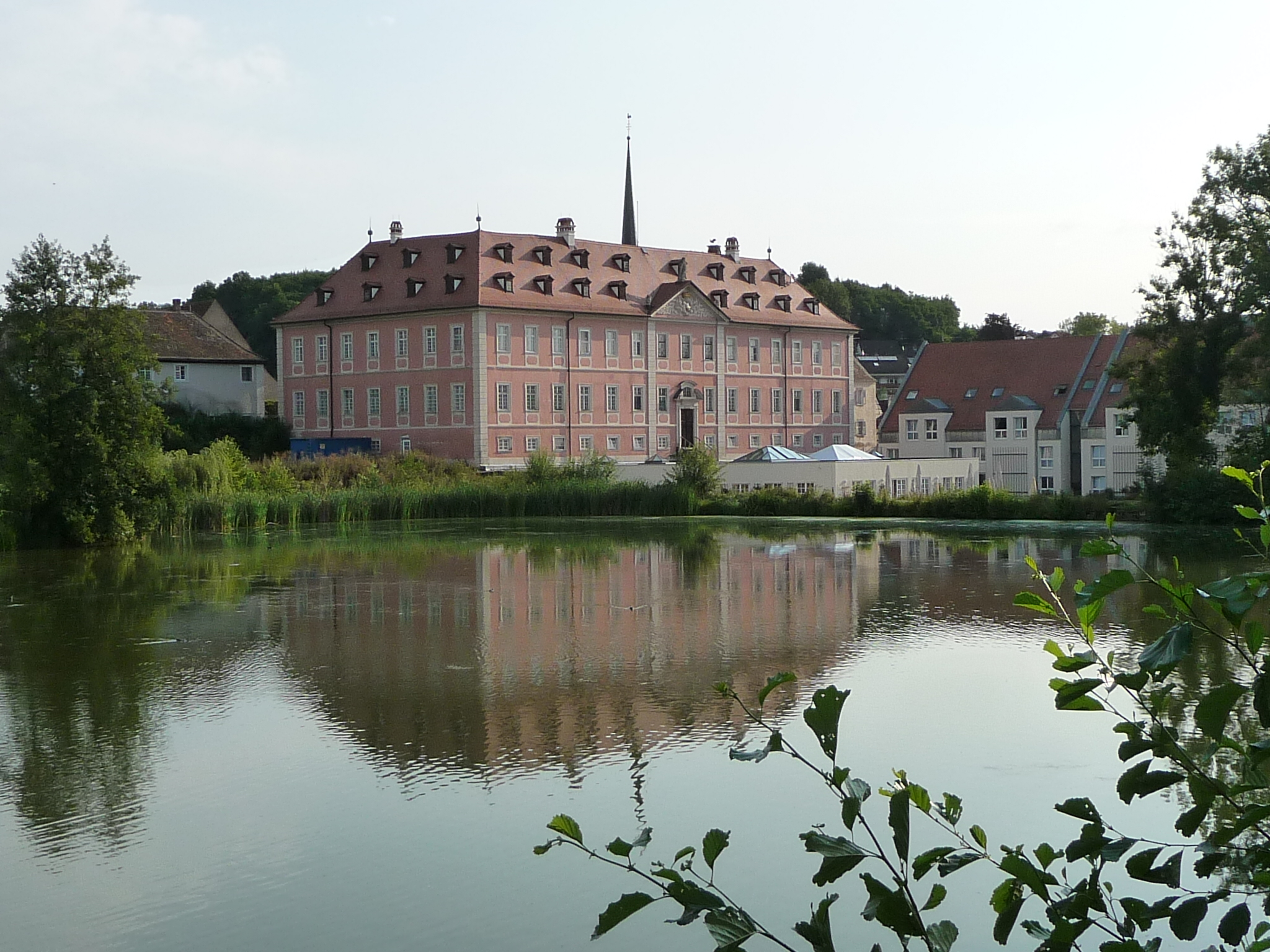
Schloss Reichmannsdorf
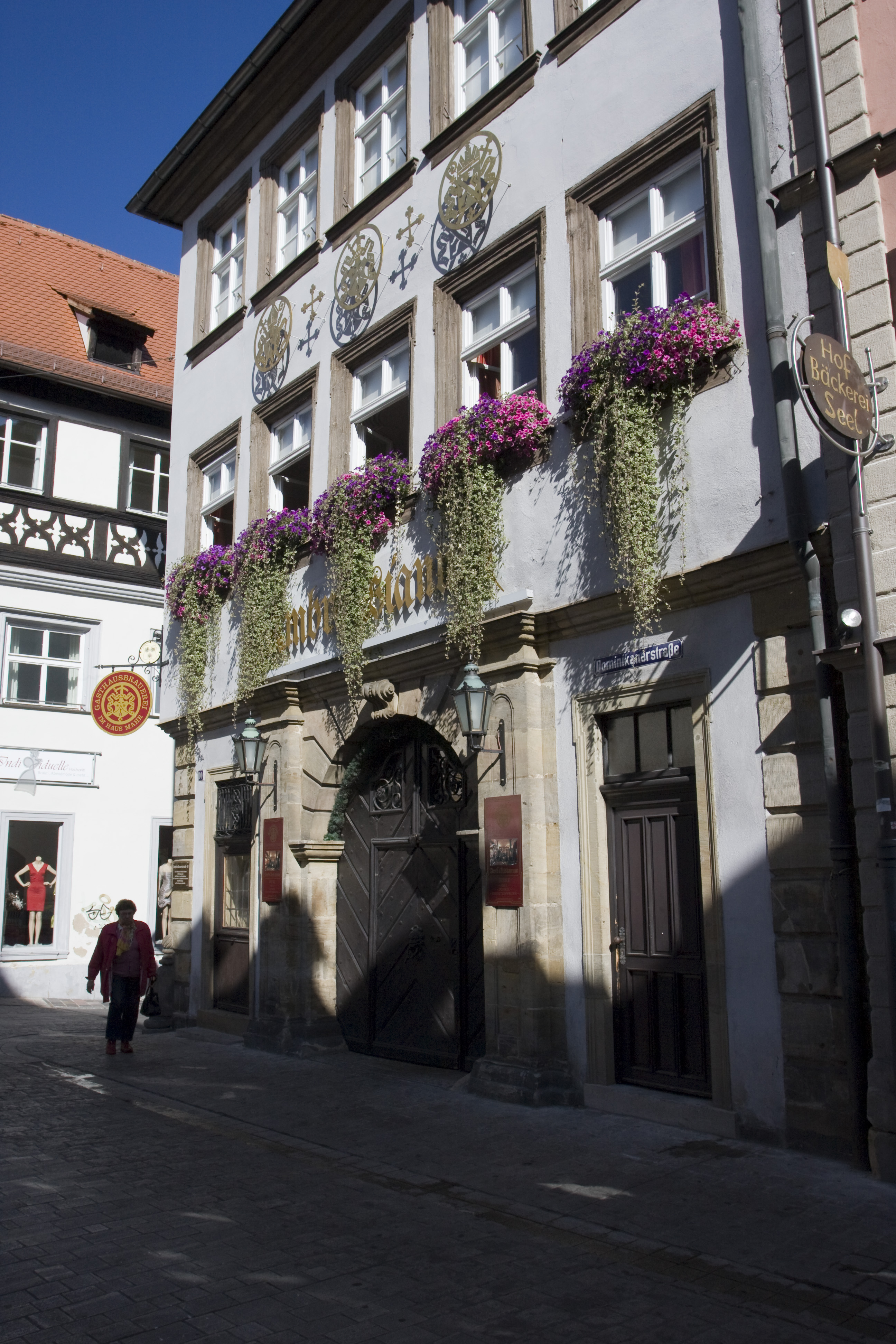
Altes Palais Schrottenberg in Bamberg
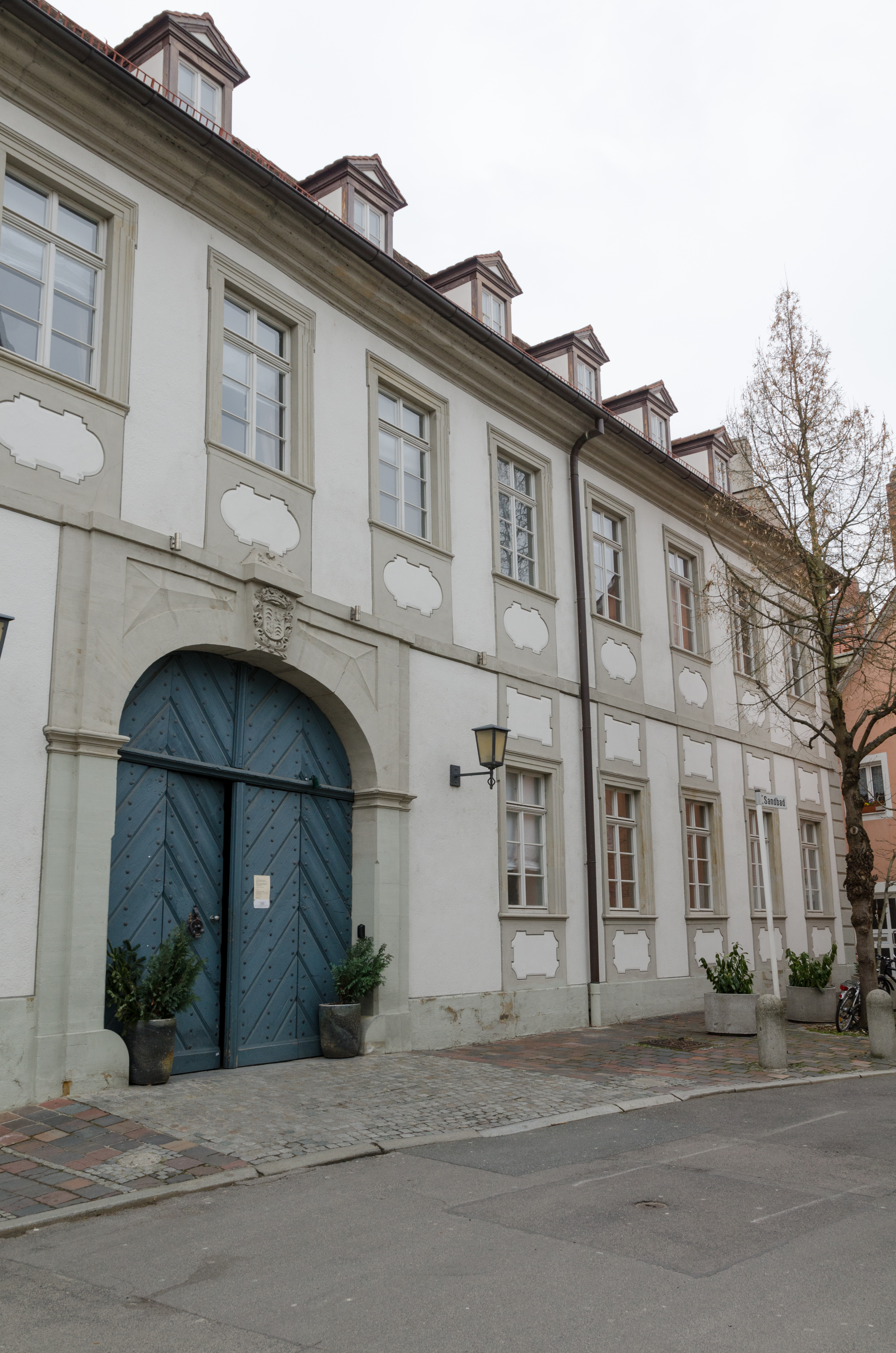
Zweites Palais Schrottenberg in Bamberg, um 1710 von Wolf Philipp erbaut

## Wappen

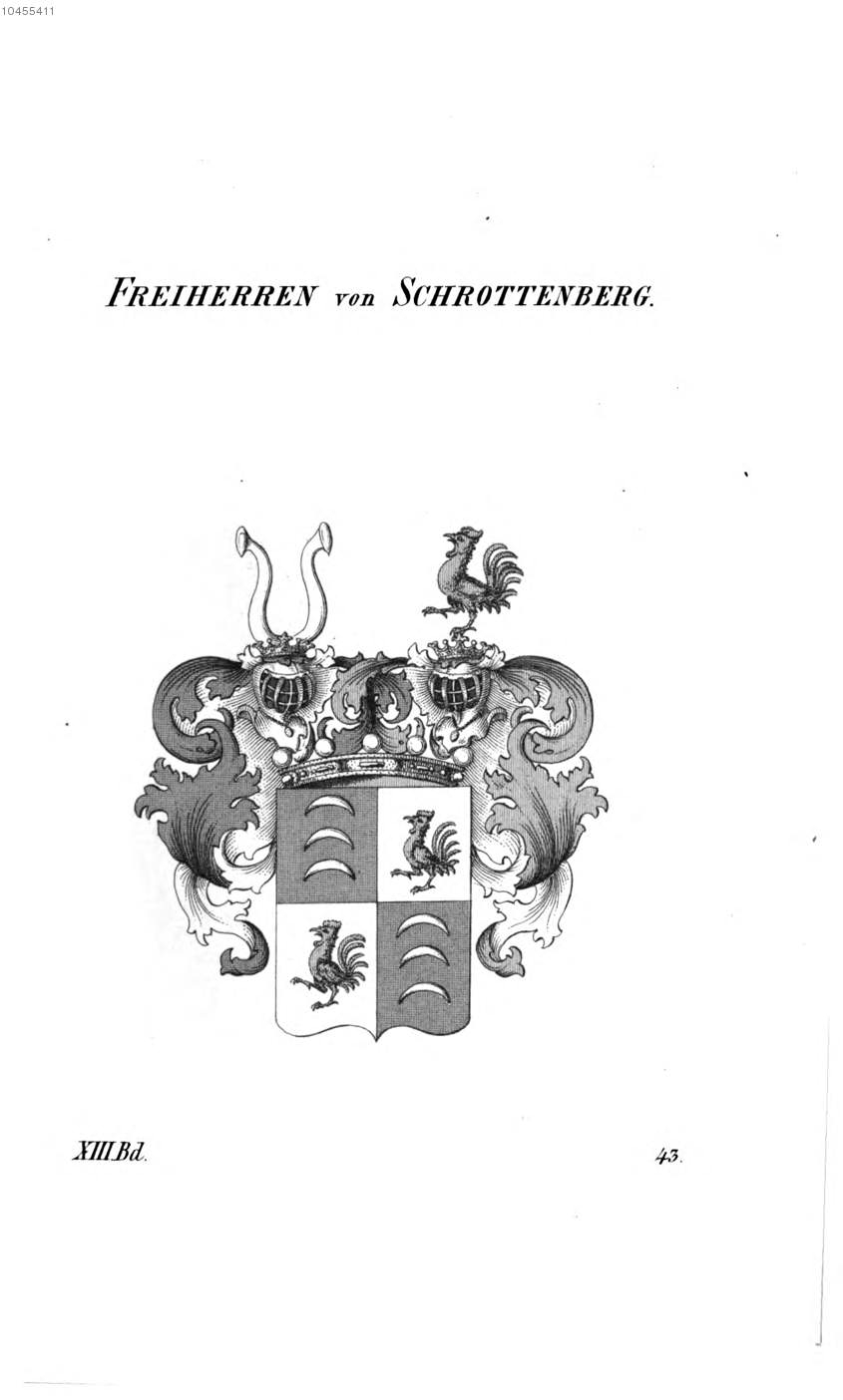
Gemehrtes Wappen der Freiherren von Schrottenberg, nach Tyroff zwischen 1831 und 1868

### Stammwappen
Das Stammwappen zeigt im Rot-Schwarz gespaltenen Schild im schwarzen Feld drei gestürzte Halbmonde untereinander und auf dem Helm mit rot-silbernen Decken ein wie der Schild bezeichneter Adlerflügel.

### Gemehrte Wappen
Nach Konrad Tyroff führte die in Tirol verbliebene Linie im gevierten Schild in Feld 1 und 4 das Stammwappen, in den silbernen Feldern 2 und 3 eine flugbereite schwarze Krähe mit Siegelring im Schnabel; auf dem rechten Helm mit schwarz-silbernen Decken die Krähe, auf dem linken mit rot-silbernen Decken zwei mit den Schallöffnungen nach oben gekehrte Hörner, rechts rot, links schwarz, belegt mit den Halbmonden.
Die 1709 in den Freiherrenstand gekommene fränkische Linie führte im gevierten Schild in den schwarzen Feldern 1 und 4 die Halbmonde (nach Tyroff zuerst noch das unveränderte Stammwappen; dann (1709) wurde jedoch die rote Spalthälfte fortgelassen), in den silbernen Feldern 2 und 3 einen golden gekrönten roten Hahn; auf dem rechten Helm mit schwarz-silbernen Decken zwei silberne Büffelhörner, auf dem linken mit rot-silbernen Decken der Hahn.
Die aus der 1941 geschlossenen Ehe Sachenbacher-Schrottenberg stammende Nachkommenschaft, die 1981 adelsrechtlich legitimiert wurde, belegte den freiherrlichen Schild mit dem Sachenbacher-Wappen, in einem silbernen Herzschild eine naturfarbene Eule; auf dem Helm mit rechts schwarz-silbernen, links rot-silbernen Decken die Eule.

## Persönlichkeiten (nach Geburtsjahr)
- Christoph Carl von Schrottenberg (* 1604), kaiserlicher Obristwachtmeisters
- Wolf Philipp von Schrottenberg (1640–1715), Oberhofmarschall im Hochstift Bamberg
- Philipp Dietrich von Schrottenberg (1675–1725), Ritterhauptmann im Kanton Steigerwald
- Otto Philipp von Schrottenberg (1681–1738), Generalmajor, Kommandant und Ober-Schultheiß der Stadt und Festung Forchheim
- Lothar Carl von Schrottenberg (1708–1759), Oberamtmann in Lichtenfels
- Franz Konrad von Schrottenberg (1755–1829), Oberamtmann im Amt Burgebrach und 1802 Hofmarschall